# Јосиф Руњанин
Јосиф Руњанин (Винковци, 8. децембар 1821 — Нови Сад, 2. фебруар 1878) био је композитор. Компоновао је химну Хрватске Лијепа наша домовино.

## Биографија
Јосиф Руњанин је рођен у Винковцима, у тадашњој Хабзбуршкој монархији,  у српској породици. Пореклом је из села Руњани код Лознице. Породица се одатле прво преселила у Бијељину, затим у Славонију, а на крају у Срем. Родитељи су му били Игњатије и Софија, а супруга Отилија са којом је имао ћерку Вилхелмину.
Јосиф Руњанин је познат по композицији Лијепа наша домовино, која је данас химна Републике Хрватске.
Као кадет у Глини, нашавши се у друштву илирских родољуба, компоновао је 1846. године мелодију на текст Антуна Михановића "Хрватска домовина", коју је први хармонизовао В. Лихтенегер (Sbirka različitih četveropjevah mužkoga sbora II Zagreb 1862). Према изјави Руњаниновог братића Николе Руњанина, мелодија је „исхитрена“ према мелодији једне италијанске песме, Кухач је касније нашао да је то врло слободна прерада дуета из трећег чина Доницетијеве опере Лучија од Ламермура.
Приликом изложбе Хрватско-славонског господарског друштва 1891. у Загребу певана је као „хрватска химна“, под насловом Лијепа наша домовина.
Руњанин је познат и као композитор родољубиве песме Радо иде Србин у војнике за коју је текст написао Васа Живковић. Ову његову композицију користио је Чајковски у свом Словенском маршу и Јохан Штраус Син у свом Српском кадрилу.
Руњанин је умро у Новом Саду 1878. године, где почива на Успенском гробљу; споменик је откривен у јулу 1924. Кућа у којој је Руњанин живео у Новом Саду је постојала до 2013. године, када се због небриге срушила.